# Vasculonema caeruleum
Vasculonema caeruleum är en rundmaskart som först beskrevs av Eberth 1863.  Vasculonema caeruleum ingår i släktet Vasculonema och familjen Oncholaimidae. Inga underarter finns listade i Catalogue of Life.